# あららぎ蒼史
あららぎ蒼史（蘭 蒼史、あららぎ そうし）は日本のイラストレーター。
2010年（正確には2009年12月刊行分）より全年齢の一般向けでの活動は「あららぎ蒼史」名義で固定され、セクシャルな作品では「蘭蒼史」を使用している。なので、2010年以前の作品では全年齢の一般向けでも「蘭蒼史」が使用されていた。

## 作品
特筆がない限り全て「蘭蒼史」名義

### 表紙・挿絵

#### 全年齢・一般向け
エンターブレイン/B's-LOG文庫
- アストフェルの舞姫シリーズ 全3巻（木村千世著）2008年6月 - 2009年5月
  - アストフェルの舞姫
  - 空知らぬ月の王子
  - 炎に舞う恋の花びら
- 魔界紳士シリーズ（水澤なな著）2009年8月 - 2010年2月
  - 魔界紳士同盟
  - 魔界紳士組曲

集英社/コバルト文庫
- 天女と狼男（倉世春著）2008年11月
- 白薔薇と吸血鬼シリーズ（倉世春著）2009年3月 - 6月、雑誌Cobalt2009年7月号
  - 白薔薇と吸血鬼
  - 吸血鬼とまぼろしの舞踏会
  - 公子様の悪だくみ（雑誌Cobalt掲載）
- 聖乙女シリーズ（時海結以著）2009年12月 - 2010年4月、「あららぎ蒼史」名義
  - アヴィスの聖乙女 いけにえの姫を焦がす深紅の恋
  - ベスティアの聖乙女 ほほえみの姫に捧げる純愛と剣

エンターブレイン/ぽけっとB's-LOG（※携帯電話用サイト）
- 12粒の宝石姫（剛しいら著 ）「珊瑚」イラスト 2010年3月、「あららぎ蒼史」名義

スターツ出版/マカロン文庫（※電子書籍）
- 冷酷皇帝と偽りの花嫁〜政略からはじまる恋の行方〜（みなと蒼著）2016年4月、「あららぎ蒼史」名義
- 過保護な妖執事と同居しています!（山岡希代美著）2016年8月、「あららぎ蒼史」名義
- 王太子殿下と身代わり婚約事情（丸井とまと著）2018年2月、「あららぎ蒼史」名義
- 亡国の王女と覇王の寵愛（櫻井みこと著）2018年4月、「あららぎ蒼史」名義

アルファポリス/レジーナブックス
- 王子様のお抱え薬師（狩田眞夜著）2016年10月、「あららぎ蒼史」名義
- 不眠症騎士と抱き枕令嬢（一花カナウ著）2017年1月、「あららぎ蒼史」名義
- 本気の悪役令嬢!（きゃる著）2017年9月、「あららぎ蒼史」名義
- 私は悪役令嬢なんかじゃないっ!!闇使いだからって必ずしも悪役だと思うなよ（音無砂月著）2018年2月、「あららぎ蒼史」名義

主婦と生活社/PASH!ブックス
- 婚約破棄のために淑女になる方法。（もり著）2019年11月、「あららぎ蒼史」名義

#### ボーイズラブ小説
コスミック出版/セシル文庫
- 危険な狼男シリーズ 全3巻（桑原伶依著）2010年1月 - 2011年1月
  - 危険な狼男
  - 過激な狼男
  - 不敵な狼男
- ヘタレ社長と豪邸ちびっこモデル付き（森崎結月著）2016年11月
- 灼熱の求愛 〜花嫁はボディガード〜（稀崎朱里著）2017年6月
- 赤ちゃんと俺とやくざさん（雛宮さゆら著）2017年9月
- シンデレラ・アイドル（夢咲まゆ著）2019年7月
- 子連れマフィアと愛の烙印（雛宮さゆら著）2018年10月

天海社/ROSE文庫（※電子書籍）
- きみのそばの永遠（稀崎朱里著）2017年7月

ごきげんノベルス/アスタリスク文庫→アスタリスク・ポミエ文庫（※電子書籍）
- 契りの紋章（藤本透著）2017年4月
- 九尾の狐と社畜花嫁の癒し婚（滝沢晴著）2020年12月

#### ティーンズラブ小説
プランタン出版/ティアラ文庫
- 竜のいない王国（麻木未穂著）2010年9月
- 夜の神話（麻木未穂著）2011年4月

コスミック出版/マリーローズ文庫
- 眠れぬ森の花嫁 〜サキュバスの呪淫〜（日向唯稀著）2012年3月
- 幸運の靴は誰の手に（宇佐川ゆかり著）2013年2月
- 異世界で王子様の夜食係をしていたら、本気で愛されてしまいました。（ひなの琴莉 著）2019年1月

A-KAGURA編集部/蜜愛セレナーデ文庫（※電子書籍）
- 一途な深愛はシネマに導かれて（景山真絵著）2015年5月
- 復讐と執愛の蜜夜（粟生慧著）2016年3月
- 籠のなかの愛囚 〜マスカレード・ラプソディ〜（粟生慧著）2016年1月
- 従兄様の蜜なる策謀（朝陽ゆりね著）2016年2月

ハーパーコリンズ・ジャパン/TL◆蜜姫文庫チュチュ（※電子書籍）
- 妖魔領主の生贄（林堂螢著）2015年5月
- 後宮の寵姫 〜覇王に奪われた紅い小鳥〜（林堂螢著）2015年9月
- 呪痣の姫 〜親王の寵愛、鬼の蜜縛〜（三木若菜著）2016年1月
- 奪われた神の花嫁（江原里奈著）2016年8月
- 豪傑の王子と悲しみの銀豹姫（アドウマドカ著）2016年9月
- 後宮の忍び愛（大北麗月著）2017年6月
- 溺愛蜜月 〜金獅子将軍と黒薔薇王女のラブいちゃ新婚生活〜（仙崎ひとみ著）2017年11月

夢中文庫/夢中文庫クリスタル（※電子書籍）
- 森の楽園 〜イケメン王子とコテージで二人きり〜（乃村寧音著）2015年10月
- 甘えて、甘やかして。たっぷりと（ひなの琴莉著）2015年11月
- 激しく憎んで、愛しい人（朝陽ゆりね著）2019年3月

夢中文庫/夢中文庫セレナイト（※電子書籍）
- 愛なんて似合わない（鈴月奏著）2015年10月
- 美しい伯爵と引きこもり令嬢の密やかな歩調（黒田美優著）2018年11月
- 海辺の町の愛 〜銀髪伯爵の微笑と失われた乙女の記憶〜（黒田美優著） 2019年4月

Jパブリッシング/ロイヤルキス文庫
- 覇王と愛され聖王女の溺愛新婚生活（芹名りせ著）2016年5月
- 国王陛下は身代わり侍女を溺愛する（佐倉紫著）2017年9月
- 皇帝に魅入られる花嫁（橘かおる著）2017年7月
- 黎明の女王は愛に目覚める〜精霊使いへの誓いのキス〜（佐倉紫著）2018年3月
- 家事力ゼロで飯マズですが、伯爵(だんな)様からは溺愛されていますっ! !（日向唯稀著）2018年1月

天海社/LUNA文庫（※電子書籍）
- 濡れた唇 〜ヴァンパイア子爵のとろけるデザート〜（アドウマドカ著）2016年11月

KADOKAWA/ジュエル文庫
- 大富豪は若奥様にメロメロで ばかっぷる過ぎて困ってますっ!!!（すずね凜著）2017年6月
- 若奥様は愛されすぎて困惑中! 旦那様は超☆絶倫（宇佐川ゆかり著）2018年3月

三交社/ガブリエラ文庫
- 美形は苦手なのですがイケメン貴族に溺愛されました（北山すずな著）2017年7月

ハーパーコリンズ・ ジャパン/ヴァニラ文庫
- 三回目の求婚 〜不器用な伯爵は花嫁を探しています!?〜（園原未久著）2017年12月

CLAPコミックス/蜜恋ラメル文庫（※電子書籍）
- 敏腕伯爵とおっとり令嬢の溺愛新婚事情（如月一花著）2018年4月
- 腹黒年下伯爵は行き遅れの令嬢を溺愛する（黒羽緋翠著）2019年8月

夢中文庫/夢中文庫プランセ（※電子書籍）
- 不器用なご主人様の盲目的な愛情（黒田美優著）2018年5月
- つれない旦那様との新婚生活は思い通りにはいきません（宮永レン著）2019年10月

プランタン出版/オパール文庫
- ラブみ100% 蜜甘新婚生活: エリート弁護士はうぶな新妻に夢中（立花実咲著）2018年6月

アルファポリス/ノーチェブックス
- 銀の騎士は異世界メイドがお気に入り（上原緒弥著）2018年12月
- 皇帝陛下の懐妊指導 初恋の王女は孕ませられて（沖田弥子著）2019年12月

くるみ舎/こはく文庫（※電子書籍）
- 意地悪な幼なじみ侯爵の溺愛キス 上下巻（深森ゆうか著）2019年3月
- 虐げられたお針子令嬢は隻眼の軍人王に愛されすぎているようです（仙崎ひとみ著）2021年5月

二見書房/ハニー文庫
- 獣王と失われた王女の秘密愛（花川戸菖蒲著）2019年6月

アイデジタルパブリッシング/トパーズノベルス（※電子書籍）
- 男装の歌姫は公爵の執愛に包まれる（茅原ゆみ著）2018年6月
- 氷の将軍と贈られた花嫁〜皇女の淫らな教え〜（燈花著）2019年1月
- 強き花は淫らに濡れる（御子柴くれは著）2019年4月
- 静穏を望む元OL妻は、ヤンデレ夫の献身に蕩かされる（如月一花著）2019年7月
- 天才ピアニストの淫らなレッスンに溺れています〜（ひなた翠著）2019年9月
- 御曹司専用のラヴ・コンシェルジュ 〜性欲管理はお任せあれッ！〜（ツヅキ著）2019年11月
- 交際0日同棲宣言!? 泥酔した翌朝拾われまして（葉月ぱん著）2019年12月
- ジャスピアニストのカフェで淫らな調教されてます!?（如月一花著）2020年4月
- 青い瞳の初恋 〜幼なじみ御曹司と秘蜜のマリアージュ〜（沙布らぶ著）2020年6月
- バリキャリ女子は恋愛小説みたいな恋は信じません!（御子柴くれは著）2020年12月
- 誠実騎士団長は規格外 〜二度目の結婚で育む大きな愛〜（沙布らぶ著）2021年7月

パブリッシングリンク/ルキア（※電子書籍）
- 「白雪姫と7人の恋人」という18禁乙女ゲーヒロインに転生してしまった俺が全力で王子達から逃げる話 全5巻（踊る毒林檎著）2020年10月 - 2021年7月

### 漫画

#### ティーンズラブ漫画
- 激しく憎んで、愛しい人（朝陽ゆりね原作、黒百合姫ネーム原作、夢中文庫/夢ちゅうこみっくす（※電子書籍））2019年 - 2021年
- 失恋旅行はモテが凄い!?〜王子、絶倫、ガテン、ＸＬ言い寄られまくりの絶頂トラベル〜（踊る毒林檎原作、笠倉出版社/ラブチュコラ（※電子書籍））2021年 -

### キャラクターイラスト
- サウザンドメモリーズ（Akatsuki・スマートフォン向けゲーム）2014年
- 天空のクラフトフリート（Klab・スマートフォン向けゲーム）2015年
- はじめてのノベルゲーム（HoneyContrast・PC用同人ゲーム）2016年8月

### その他
- CG講座配信（セルシス IllustStudio）2010年1月　「あららぎ蒼史」名義
- CLIP STUDIO PAINT PROで幻想的な美少女イラストを描く3つの流儀（秀和システム）2017年6月　「あららぎ蒼史」名義・共著